# کوساتو
کوساتو (به ایتالیایی: Cossato) یک کومونه در ایتالیا است که در استان بیه‌لا واقع شده‌است.

## خصوصیات
کوساتو ۲۷ کیلومترمربع مساحت و ۱۵٬۰۰۳ نفر جمعیت دارد و ۲۵۷ متر بالاتر از سطح دریا واقع شده‌است.